# Zone franche de Ras Al Khaimah
 (mars 2016).
Si vous disposez d'ouvrages ou d'articles de référence ou si vous connaissez des sites web de qualité traitant du thème abordé ici, merci de compléter l'article en donnant les références utiles à sa vérifiabilité et en les liant à la section « Notes et références ».
La Zone Franche De Ras Al Khaimah  (RAK FTZ) est l’une des zones franches des Émirats Arabes Unis, à Ras el Khaïmah.
Jouissant d’un emplacement géographique stratégique et située à 45 minutes de Dubaï, cette zone franche est reconnue comme étant l’une des zones franches au développement le plus rapide de la région[réf. nécessaire].

## Historique
RAK FTZ a été  fondée par un décret émirati le 1er mai 2000 par le souverain de Ras Al Khaimah, le Cheik Saqr ben Mohamed Al Qassimi et par Cheik Faisal Bin Saqr Al Qasimi, en tant que président.

## Les parcs spécialisés de la RAK FTZ
RAK FTZ englobe cinq parcs à Ras Al Khaimah : . 
Le parc d'affaires, qui se compose de cinq bâtiments (BC 1 à 4 et le bâtiment d'administration) et est situé au cœur de la zone des affaires de Ras Al Khaimah.
Le parc industriel : il est situé au long de la route côtière de Ras al-Khaimah à environ 18 km au nord de Ras al-Khaimah et près de l’île de Hulaylah. Il s’éloigne d’environ 6 kilomètres du Port Saqr de Ras Al Khaimah et couvre une superficie de 128 hectares. Il est développé pour les grandes industries et l’entreposage et est incorpore l'approvisionnement en énergie. Il inclut le logement des employés sur place, le bureau de douane, le centre commercial de support d'opération et d'autres centres commerciaux et assistance administrative.
Le parc industriel d’Al Ghayl : il est situé au sud de Ras al-Khaimah et s’étendant sur une aire de 223 hectares. Il est développé pour les grandes industries.
Le parc de technologie : situé au sud de Ras al-Khaimah, il se caractérise par sa proximité de Dubaï grâce à la route des Émirats et à l’Aéroport international de Ras Al Khaimah. Couvrant une superficie de 100 hectares, il est situé face au village Al Hamra dans une région de développement rapide consacrée aux petites industries  et aux projets de fabrication automatisée.
Le parc d'aviation : il est situé à l’Aéroport international de Ras Al Khaimah et couvre une aire de 75 000 mètres carrés. Il est spécialisé pour des opérations d'entretien, de réparation et de révision.
La zone académique (parc d'éducation) loge les organismes éducatifs qui offrent des programmes universitaires à RAK et aux plus larges communautés des EAU. Les principaux bâtiments (zone 1 et 2 de l’académie) sont situés à proximité du parc d'affaires de RAK FTZ. Quelques organismes éducatifs établis sous la zone franche fonctionnent à partir de campus séparés situés à différents endroits de Ras Al-Khaimah

## Bureaux internationaux de RAK FTZ
Cette zone a aussi des bureaux de représentation en Turquie, en Inde, en Allemagne et aux États-Unis et elle est la première zone franche à offrir un centre d'affaires aussi bien qu’un centre d'innovation et de promotion dans quatre endroits aux Émirats arabes unis.
En Inde, d’où proviennent la majorité des clients, le bureau de RAK FTZ  localisé à Mumbai a officiellement commencé ses activités en août 2005, faisant ainsi de RAK FTZ la première zone franche des EAU qui a ouvert un bureau de liaison en Inde.
Le bureau de liaison de la zone de RAK en Turquie a été établi en décembre 2007. Il est situé dans un des endroits les plus prestigieux d’Istanbul. RAK FTZ est la seule zone des EAU qui y possède un bureau.
En Europe, le bureau de liaison est situé en  Allemagne et a été fondé en avril 2008 en réponse à l'intérêt significatif du marché européen et allemand pour la zone franche. Il situé dans le parc de médias à Cologne et représente la base de toutes les activités de RAK FTZ en Europe Centrale.
En 2009 la zone Franche de RAK a ouvert un bureau aux États-Unis, à Miami (Floride), puis l'a relocalisé à Washington DC en 2011.

## Centres d'affaires et de promotion de RAK FTZ aux EAU
L'autorité de la zone Franche de Ras al-Khaimah possède deux centre d'affaires à Dubaï : un centre d'affaires et un bureau au septième étage de Dubai Fairmont Hôtel situé dans la zone financière de Dubaï, et un dans le quartier de Festival City.
Elle en a également ouvert un au Mall d'Abou Dabi.